# Avicii Arena
Avicii Arena (do 18 maja 2021 Ericsson Globe, a wcześniej Stockholm Globe Arena), powszechnie określana jako Globen – szwedzka arena narodowa osadzona w dzielnicy Johanneshov, w południowym Sztokholmie. Globen to miejsce rozgrywania zawodów sportowych, głównie hokejowych, także tenisowych (m.in. If Stockholm Open) i lekkoatletycznych. Jest również areną, na które odbywały się różnego rodzaju wydarzenia kulturalne oraz muzyczne. Stockholm Globe Arena została wybudowana z myślą o mistrzostwach świata w hokeju na lodzie mężczyzn. Oddano ją do użytku 19 lutego 1989 roku. Do 2023 roku był to największy sferyczny budynek na świecie.
Budynek ma średnicę 110 m i 85 m wysokości, a jego objętość wynosi 600 000 m³. Konstrukcja ze stali, betonu i szkła spoczywa na 48 wygiętych stalowych filarach.
Podczas meczu hokejowego wewnątrz areny jest miejsce dla 13 850 osób, zaś podczas koncertu lub przedstawienia 16 000 osób.
W pobliżu znajduje się Annexet, budynek który jest wykorzystywany do koncertów, przyjęć oraz bankietów. Następnym udogodnieniem dla odwiedzających Globe Arena jest centrum handlowe położone w zachodnim skrzydle kompleksu.
Cała infrastruktura rejonu Globen jest połączona z centrum miasta linią metra oraz z południowymi przedmieściami Sztokholmu (Söderort), linią szybkiego tramwaju (Tvärbanan). Odcinek autostrady E20 prowadzi do Sztokholmskiego Centrum Kongresowego, leżącego w Älvsjö.
8 lipca 2015 zapadła decyzja o organizowaniu w Globen Eurowizji 2016.
19 maja 2021 roku ogłoszono, że hala będzie odtąd nosiła nazwę Avicii Arena, w hołdzie zmarłemu muzykowi Aviciiemu. Celem zmiany nazwy jest zwrócenie uwagi na choroby psychiczne wśród młodych ludzi, na które cierpiał artysta, a Fundacja Tima Berglinga stara się im przeciwdziałać.
Widowiska
- MTV Europe Music Awards 2000
- Konkurs Piosenki Eurowizji 2000
- Melodifestivalen (finał – w roku 1989 oraz w latach 2002–2012; pierwszy półfinał – 2022)
- Konkurs Piosenki Eurowizji 2016

Zawody sportowe
- Mistrzostwa Świata w Hokeju na Lodzie 1995
- Halowe Mistrzostwa Europy w Lekkoatletyce 1996
- Oddset Hockey Games 2012
- Mistrzostwa Świata w Hokeju na Lodzie 2012/Elita
- Mistrzostwa Świata w Hokeju na Lodzie 2013/Elita
- Mistrzostwa Europy w Łyżwiarstwie Figurowym 2015